# Vườn Luxembourg

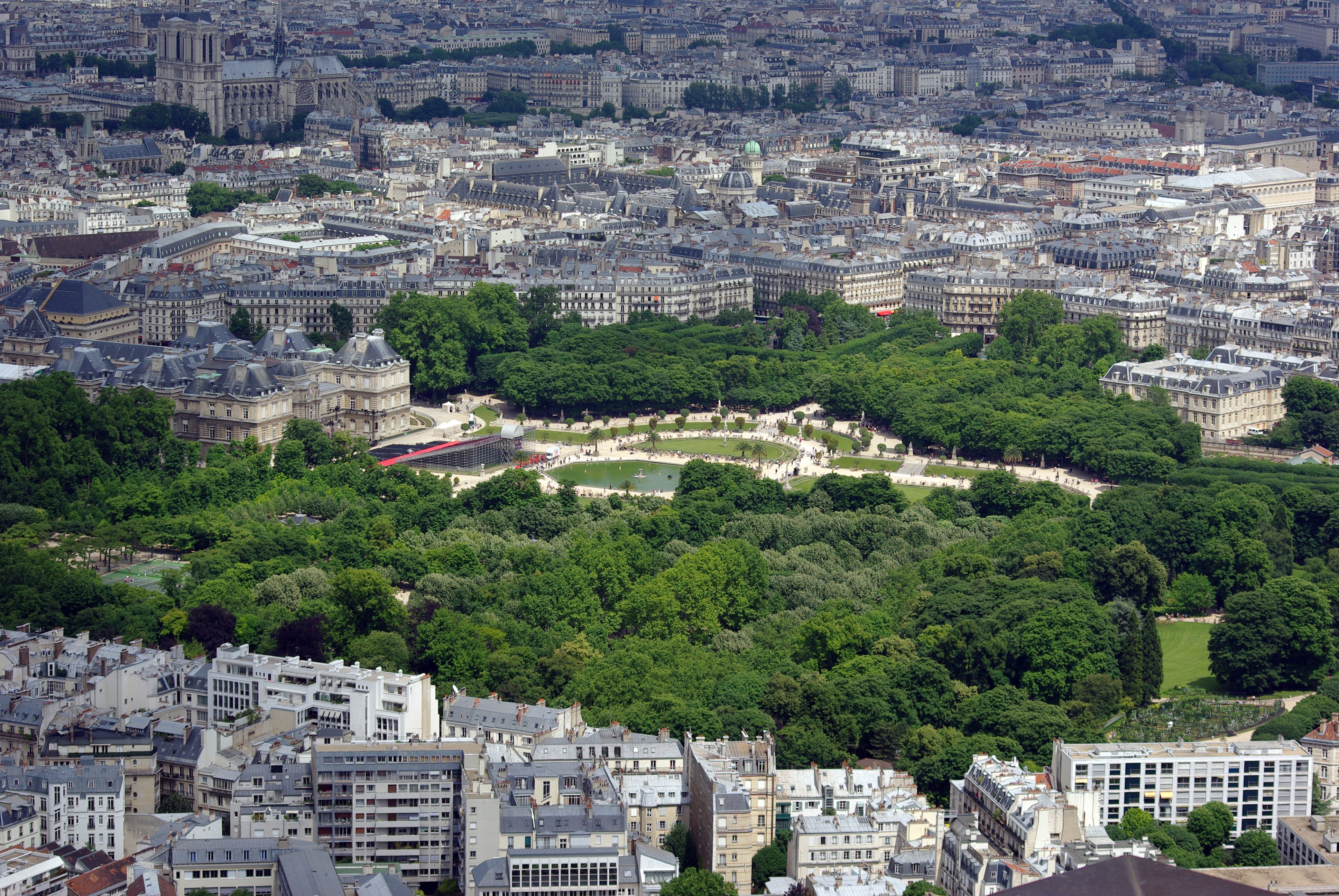
Vườn Luxembourg nhìn từ trên cao

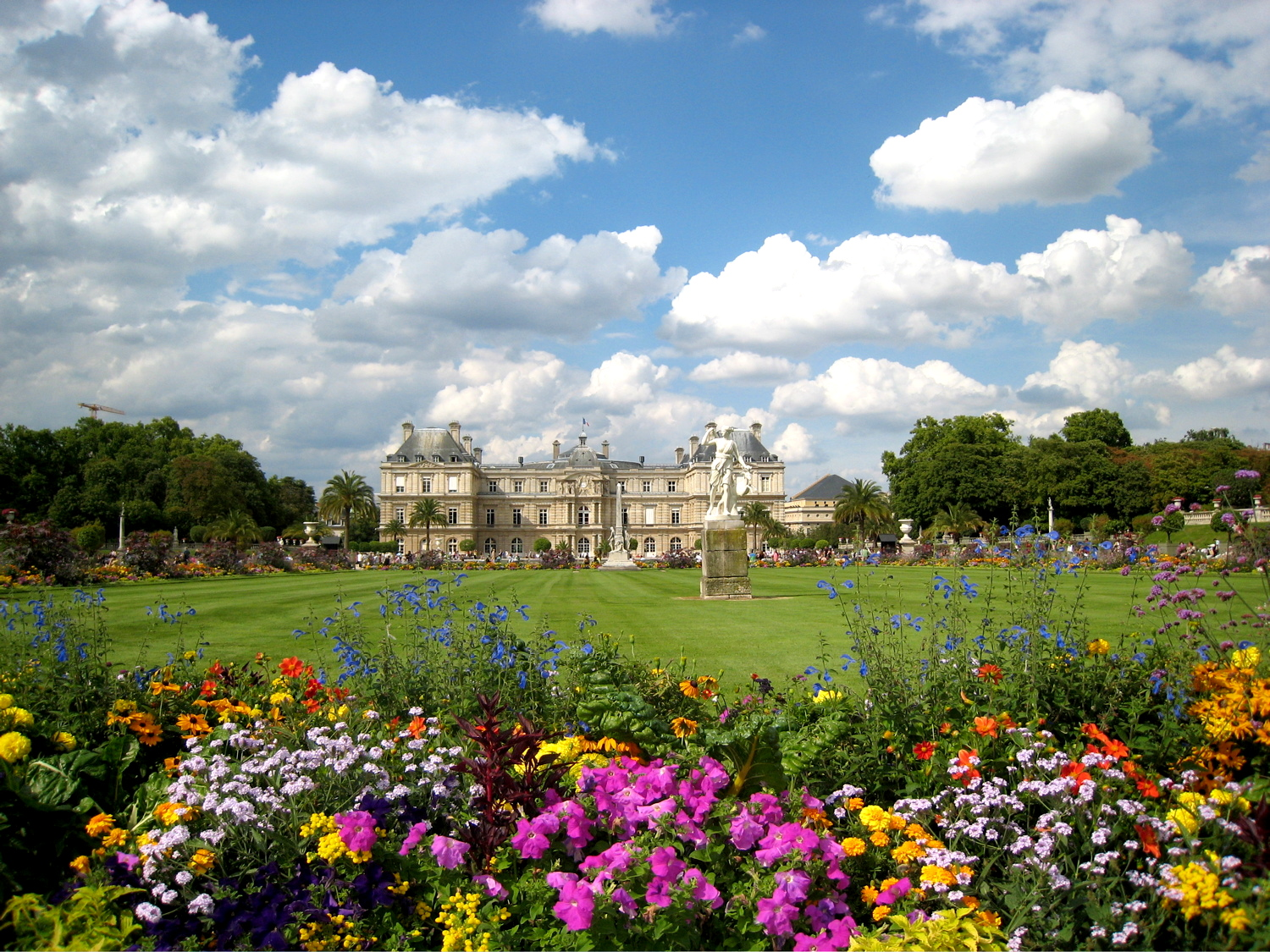
Vườn cùng cung điện

Luxembourg là một khu vườn lớn và nổi tiếng ở Paris, còn gọi là Vườn Lục Xâm Bảo hoặc gọi ngắn là "Vườn Lục Xâm", nằm tại Quận 6 của thành phố. Với diện tích gần 23 hecta, Luxembourg là khu vườn quan trọng của Paris, nơi đi dạo, gặp gỡ của sinh viên, người dân Paris và cả khách du lịch. Được tạo ra từ năm 1612 theo lệnh của hoàng hậu Marie de Médicis, bên trong khu vườn còn có cung điện Luxembourg (ngày nay là trụ sở Thượng nghị viện Pháp), bảo tàng Luxembourg, cùng nhiều tượng đài và một vài công trình khác. Vườn Luxembourg còn có tên gọi vui là Luco.
Vườn Luxembourg là công viên lớn hàng thứ nhì của Paris, chỉ thua công viên Tuileries về mặt diện tích. Cũng như khu phố La Tinh, vườn Luxembourg là điểm ưu thích của cả sinh viên và khách du lịch. Đây cũng là khu đi dạo của người dân thành phố và các nhân viên văn phòng gần đó ra ngồi nghỉ trưa.
| Métro Paris | Bến tàu điện ngầm: Luxembourg |

## Vườn Luxembourg

Bản đồ vườn Luxembourg.

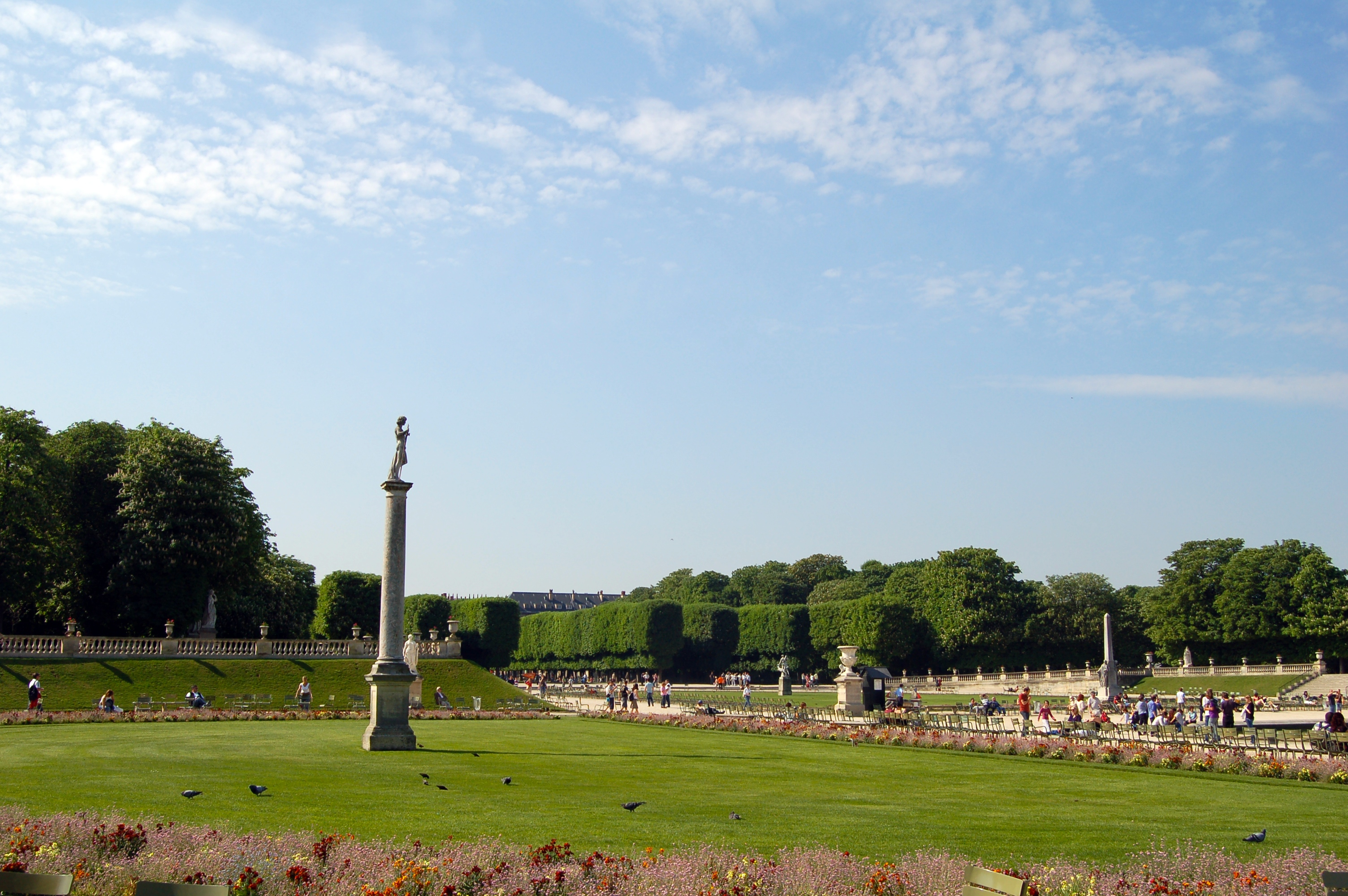
Bãi cỏ trước cung điện Luxembourg

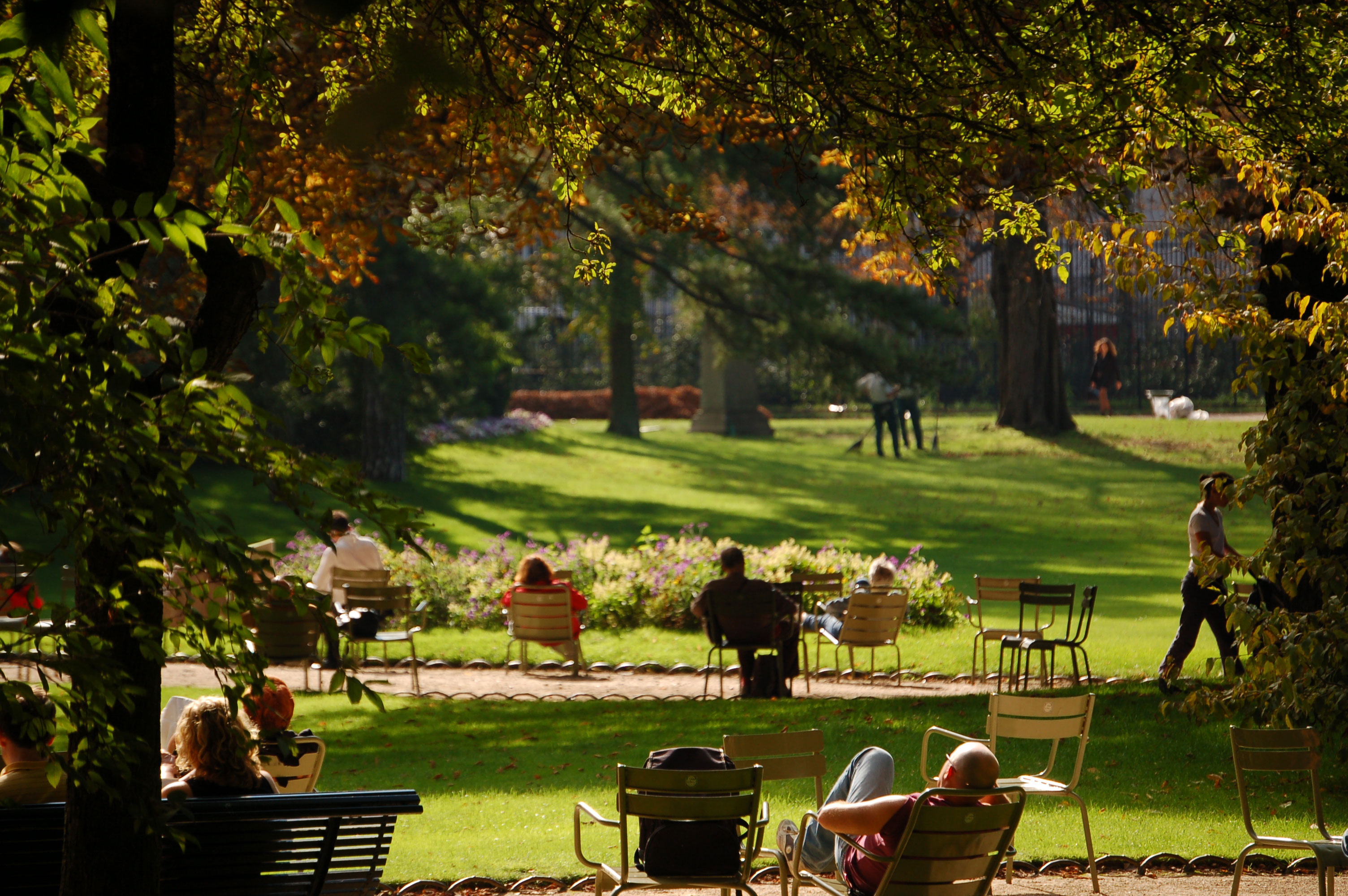

Nằm trong khu phố La Tinh, vườn Luxembourg có diện tích 224.500 m², xung quanh bao bởi hàng rào sắt với mũi nhọn phủ một lớp mạ vàng. Khắp vườn, các bức tượng trang trí miêu tả những vị thần Hy Lạp hay các con thú được đặt trên bãi cỏ hay trong những không gian cây xanh. Trong số đó có bức Nữ thần Tự Do được nhà điêu khắc Frédéric Auguste Bartholdi, cũng là tác giả phiên bản lớn tại New York, tặng cho bảo tàng vào năm 1900. Đến năm 1906 thì bức tượng được đem ra đặt ngoài vườn. Nơi đây cũng có đặt nhiều tượng danh nhân như nhạc sĩ Beethoven, thi sĩ Paul Verlaine, văn hào Georges Sand.
Cạnh cổng vào trên đại lộ Saint-Michel, một ki ốt âm nhạc dành cho những người chơi nhạc. Đài phun nước Médicis nằm sát hàng rào của vườn, cạnh con phố cùng tên. Cung điện Luxembourg nằm ở phía Bắc. Phía trước cung điện là bể nước hình bát giác cùng lối đi và bãi cỏ rộng. Đây là nơi trẻ em thả thuyền đồ chơi và kê các ghế sắt dành cho người đi dạo nghỉ chân. Petit Luxembourg, dinh thự của Chủ tịch Thượng nghị viên nằm bên cung điện. Nhà ươm cam cũng nằm ở phía Bắc của vườn, cạnh Petit Luxembourg. Bảo tàng Luxembourg với các tác phẩm nghệ thuật đương đại cũng nằm trong một tòa nhà ở đây. Không gian phía Tây dành cho thể thao với sáu sân quần vợt, những người chơi bi sắt trên nền đất và chơi cờ vua dưới những mái che. Phía Đông của vườn, dinh thự Vendôme cũ, ngày nay là Trường Mỏ Paris, nằm quay mặt ra đại lộ Saint-Michel. Ngoài ra vườn Luxembourg còn có một nhà hát múa rối, một hiệu sách, quầy bán nước, trại ong, không gian dành cho trẻ em...

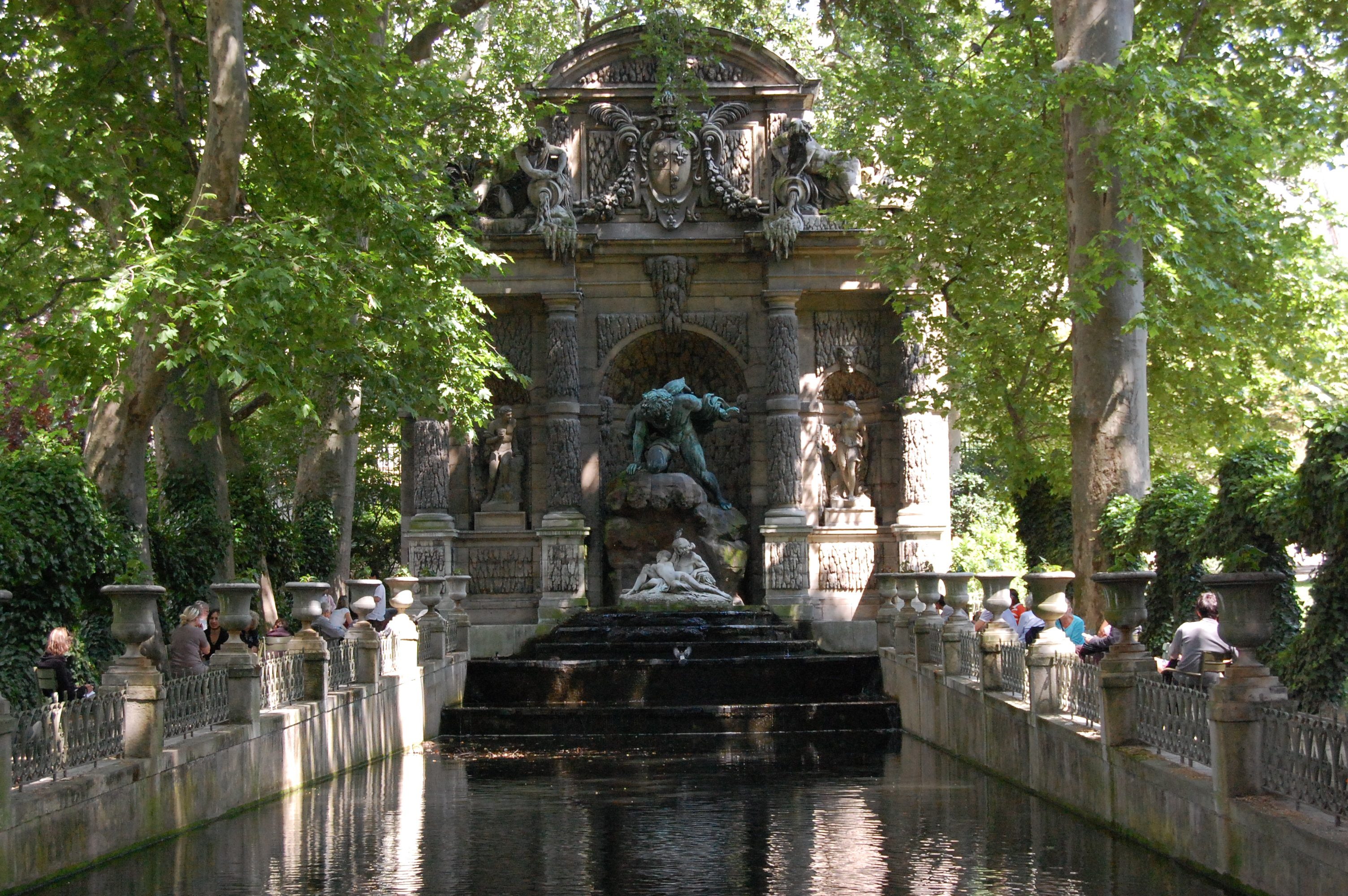
Đài phun nước Medici, theo phong cách vườn Phục Hưng Ý

Đài phun nước Medici (La fontaine Médicis) được xây dựng vào năm 1630 bởi Marie de' Medici, người vợ góa của vua Henry IV của Pháp và là nhiếp chính của vua Louis XIII của Pháp. Nó được thiết kế bởi Tommaso Francini, một nhà sản xuất đài phun nước ở Florence và kỹ sư thủy lực mà được vua Henry IV đưa từ Florence đến Pháp. Đài phun nước có dạng một hang động, một đặc trưng nổi bật của vườn phong cách Phục Hưng Ý. Đài đã bị đổ nát trong thế kỷ 18, nhưng năm 1811, dưới sự chỉ huy của Napoléon Bonaparte, đài phun nước đã được phục hồi bởi Jean Chalgrin, kiến trúc sư của Khải Hoàn Môn. Vào năm 1864-66, đài phun nước được di chuyển đến vị trí hiện tại, ở phía đông của cung điện Luxembourg. Trước đài là tượng điêu khắc của Polyphemus (con trai thần Poseidon) nhìn về tượng đôi tình nhân Acis và Galatea, bởi nhà điêu khắc cổ điển Auguste Ottin của Pháp.

## Lịch sử

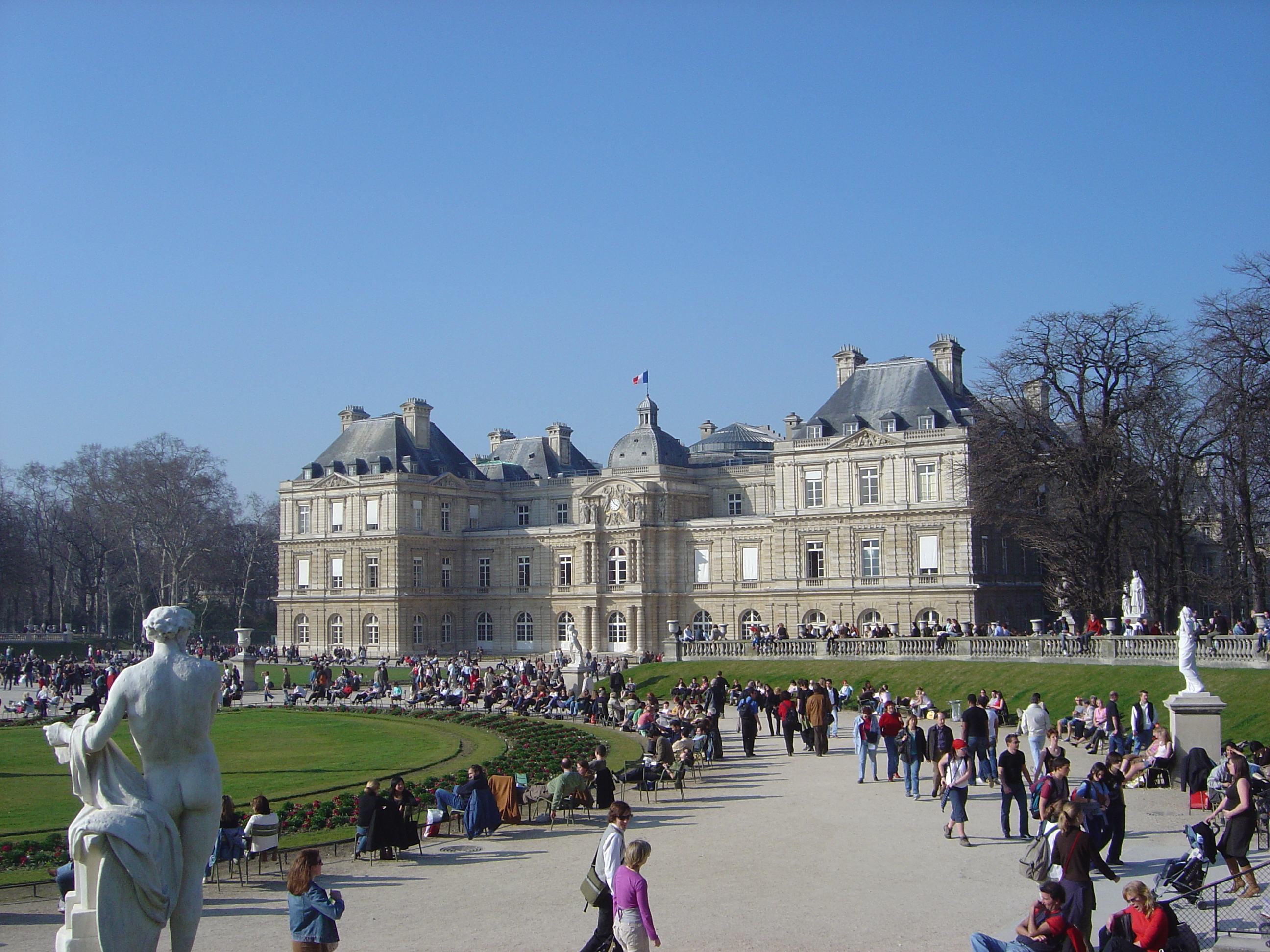
Cung điện Luxembourg

Sau khi vua Henri IV mất vào năm 1610, hoàng hậu Marie de Médicis trở thành nhiếp chính cho tới khi Louis XIII, lúc đó mới 8 tuổi rưỡi, trưởng thành. Không còn thích thú sống ở Louvre, Marie de Médicis dự định xây dựng một cung điện kiểu Ý, quê hương của mình. Năm 1612, Marie de Médicis mua lại dinh thự Petit Luxembourg từ người bạn là François, công tước Luxembourg. Trước đó, hoàng hậu cùng các con đã thường tới đi dạo trong khu vườn của dinh thự này. Năm 1615, cung điện Luxembourg được xây dựng trong khu vườn và Marie de Médicis về sống ở đây từ năm 1625.
Ngay từ giữa thế kỷ 17, vườn Luxembourg đã đôi khi được mở cửa cho công chúng, tùy theo chủ nhân. Cung điện Luxembourg qua tay nhiều quý tộc, vua chúa, cho tới Cách mạng Pháp thì trở thành tài sản quốc gia, trở thành xưởng vũ khí, rồi nhà tù. Thời Đệ nhất đế chế, vườn Luxembourg được kiến trúc sư Jean-François-Thérèse Chalgrin cho bố trí lại, đặt thêm nhiều tác phẩm điêu khắc, tượng. Cho tới Chiến tranh thế giới thứ hai, khi Paris bị Quân đội Đức chiếm đóng, cung điện trở thành trụ sở bộ tham mưu Không quân Đức. Nhiều bức tượng bị đem nấu chảy và các lô cốt được đào ngay trong vườn. Khi Paris được giải phóng, các xe tăng đi ngang qua vườn trong các ngày từ 19 tới 25 tháng 8 năm 1944.

## Trong văn hóa
Là khu vườn lớn bên khu phố La Tinh và Saint-Germain-des-Prés nên có rất nhiều nghệ sĩ, nhà văn đã thường từng đi dạo trong vườn Luxembourg. Từ các nhà văn thế kỷ 19 như Victor Hugo, Baudelaire, Balzac, Verlaine... cho đến những tên tuổi lớn của thế kỷ 20: Hemingway, Jean-Paul Sartre, Simone de Beauvoir...
Trong tác phẩm Ba chàng lính ngự lâm của Alexandre Dumas, D'Artagnan đã hẹn đấu kiếm với Athos, Porthos và Aramis tại vườn Luxembourg. Văn hào Victor Hugo cũng đưa bối cảnh vườn vào tác phẩm Les Misérables (Những Người Khốn Khổ, phát hành vào năm 1862). Thi sĩ Gérard de Nerval từng sáng tác bài thơ tình đề tựa Une allée du Luxembourg (Trên lối đi vườn Lục Xâm) vào năm 1832. Nhà văn Anatole France cũng mô tả kỷ niệm ngày tựu trường thời trẻ đi ngang qua công viên trong tác phẩm Quyển sách của bạn tôi (Le Livre de Mon Ami, phát hành vào năm 1885).
Nhạc sĩ Việt Nam Phạm Trọng Cầu từng học tại Paris đã sáng tác ca khúc nổi tiếng "Mùa thu không trở lại", trong đó có câu "qua vườn Luxembourg, sương rơi che phố mờ, buồn này ai có mua". Nhà thơ Cung Trầm Tưởng có bài thơ "Mùa thu Paris" với câu: "Mùa thu âm thầm / Bên vườn Lục-Xâm / Ngồi quen ghế đá / Không em buốt giá từ tâm.." đã được nhạc sĩ Phạm Duy phổ nhạc. Ca-nhạc sĩ Duy Quang có ca khúc "Lá vàng tượng trắng trong vườn Lục Xâm".

## Hình ảnh

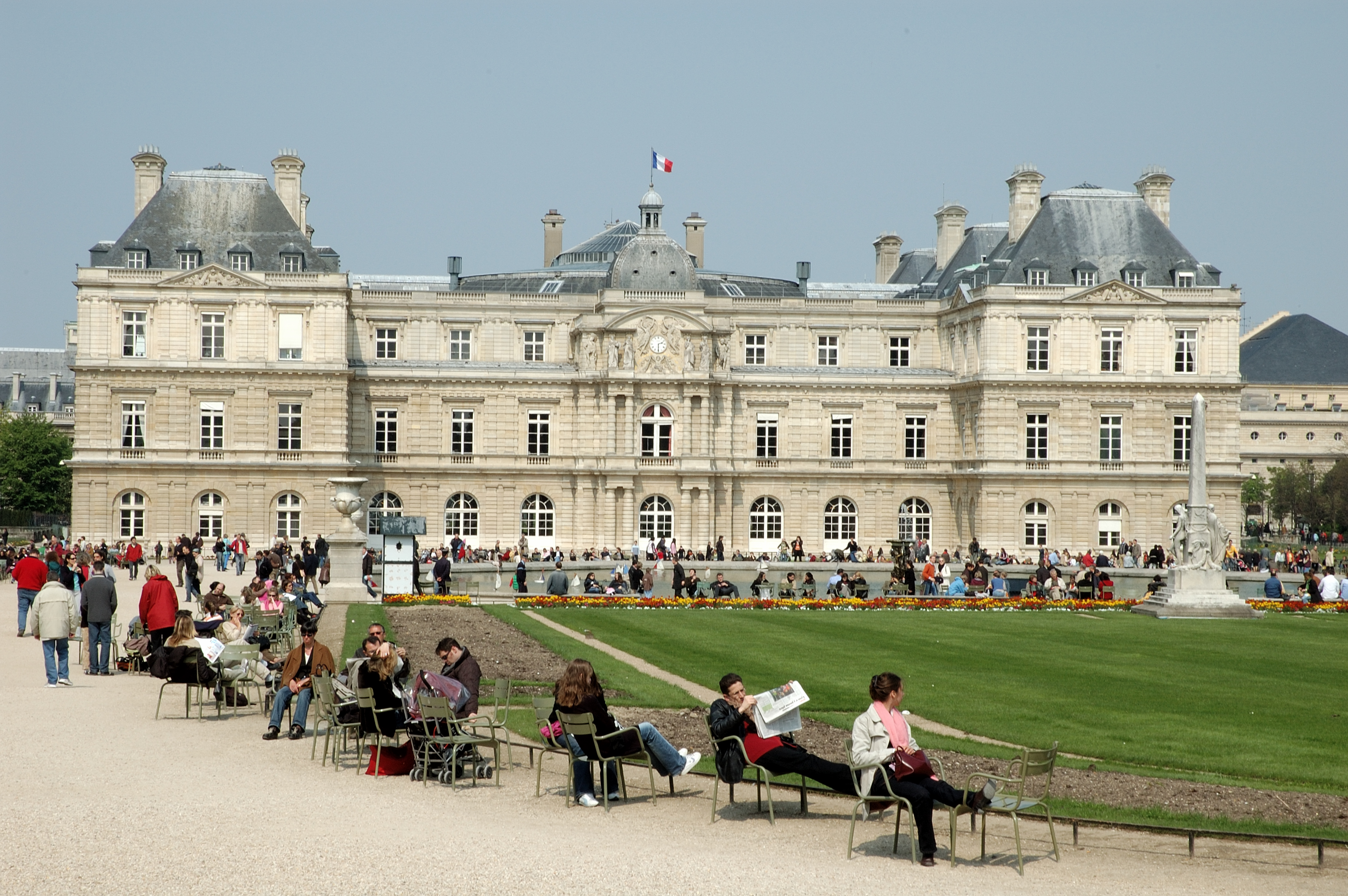
Cung điện Luxembourg
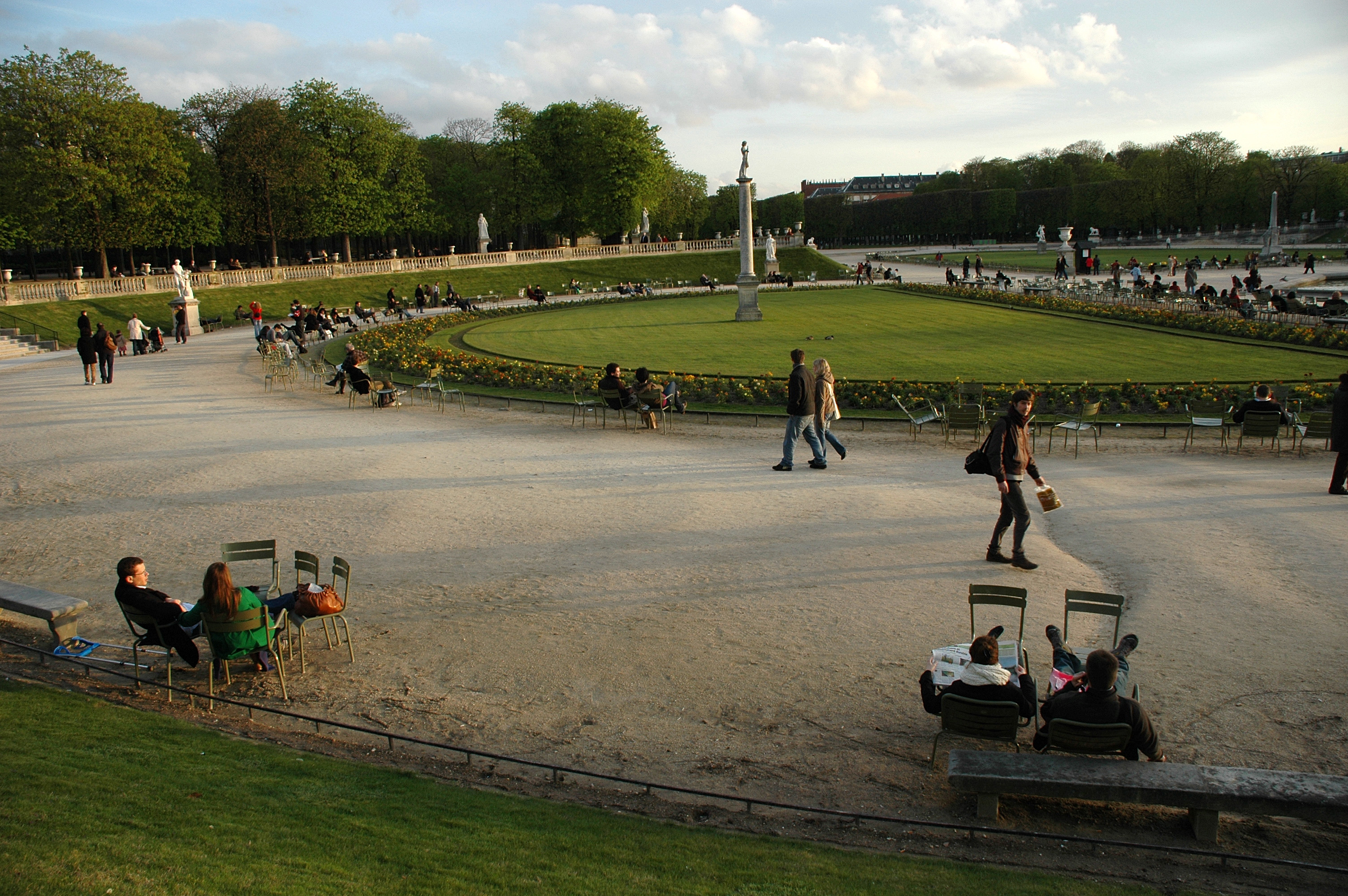
Quang cảnh vườn nhìn từ cung điện
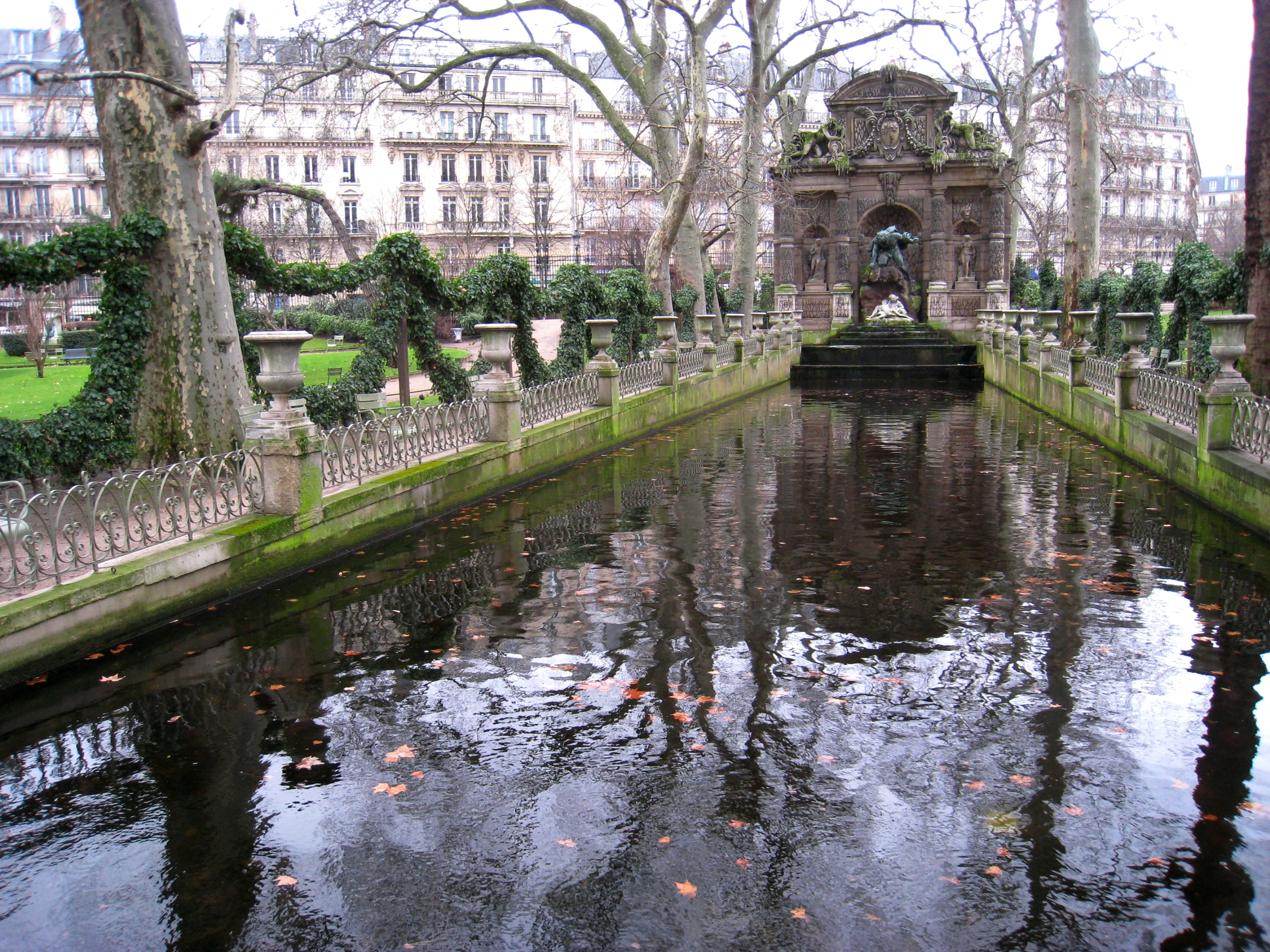
Đài phun nước Medici
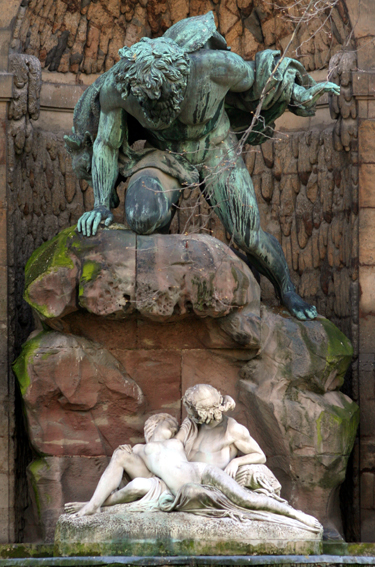
Trang trí đài phun nước, tác phẩm của Auguste Ottin
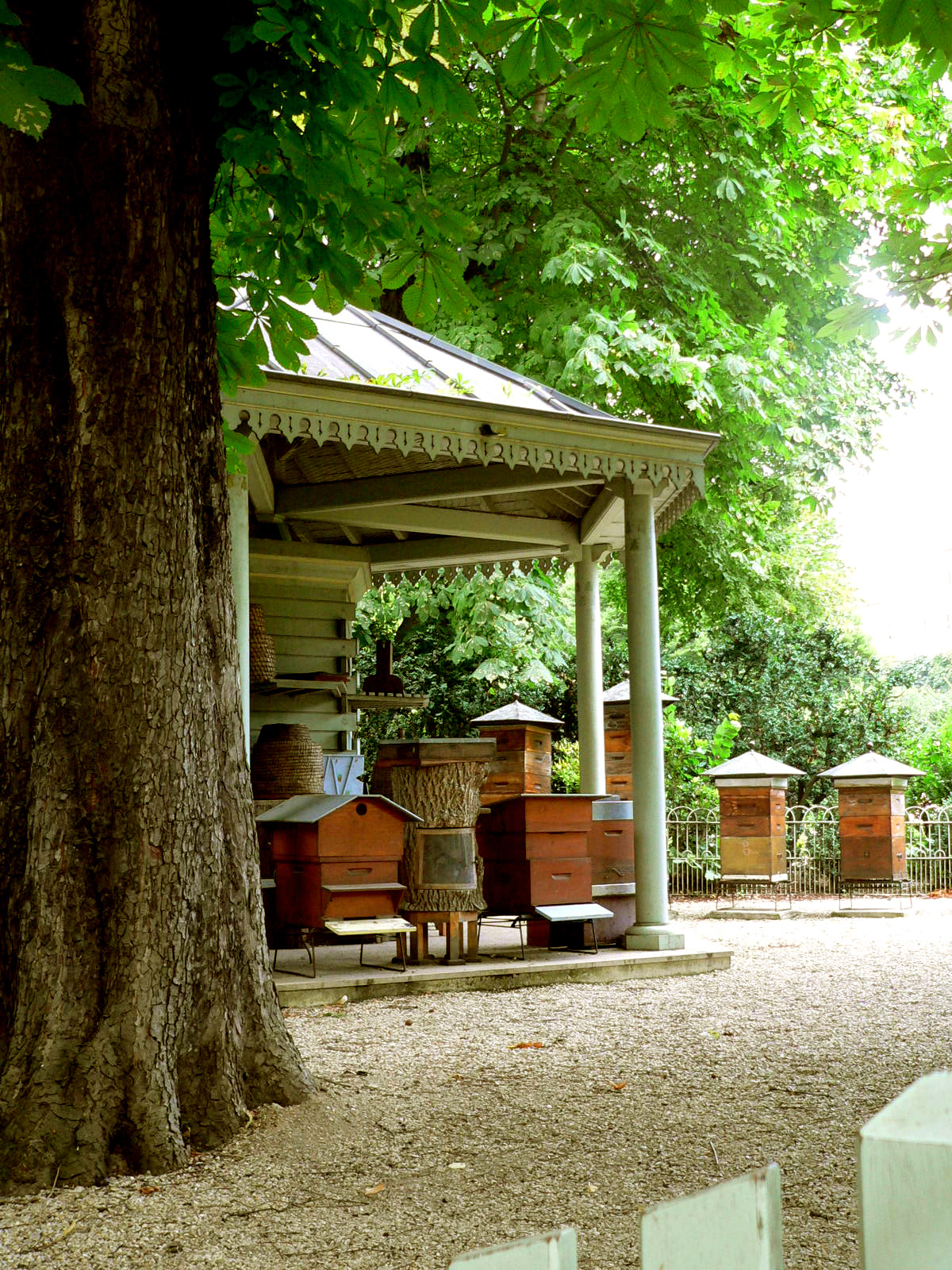
Các thùng nuôi ong
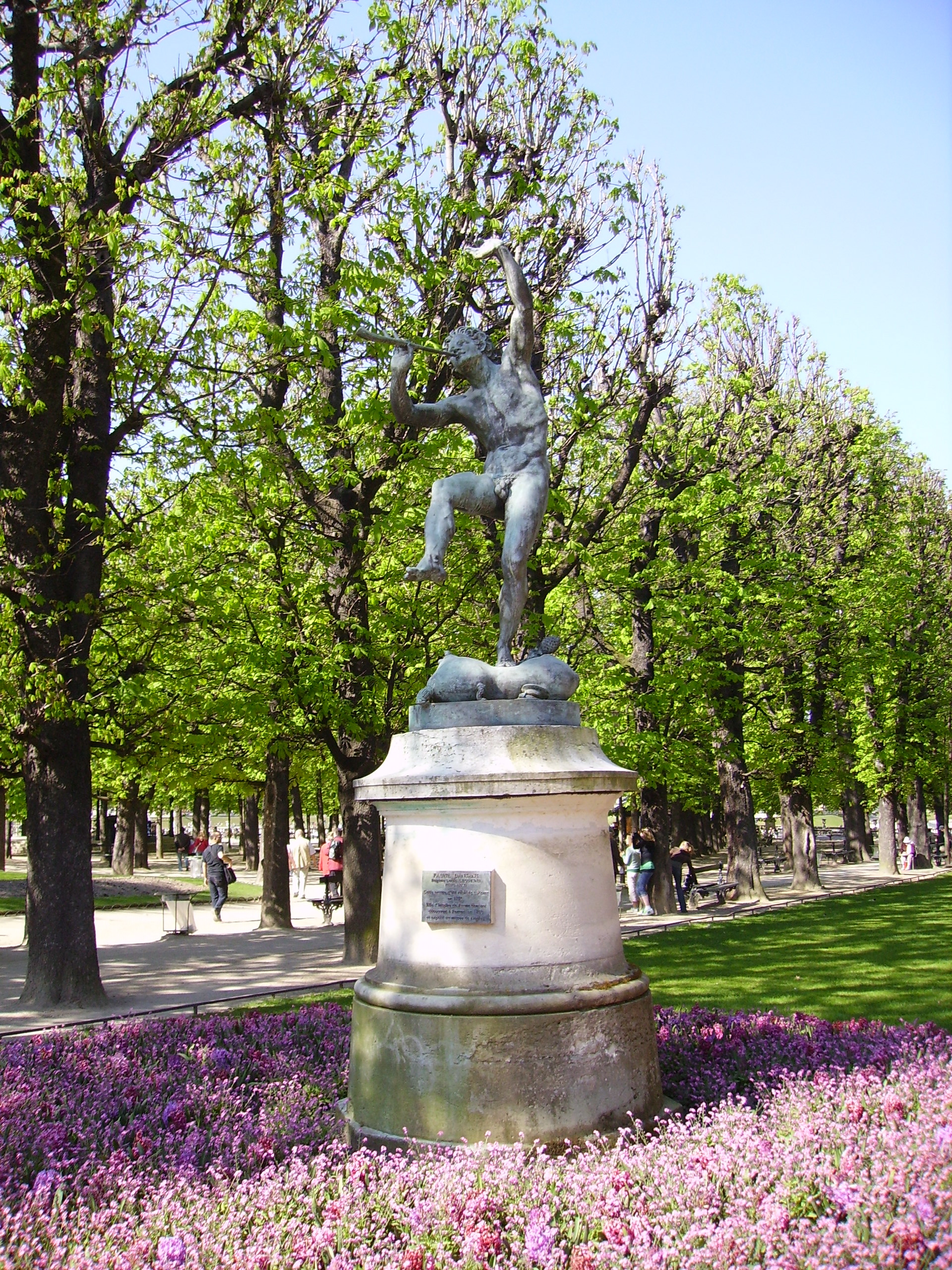
Tác phẩm Le faune dansant của Eugène-Louis Lequesne
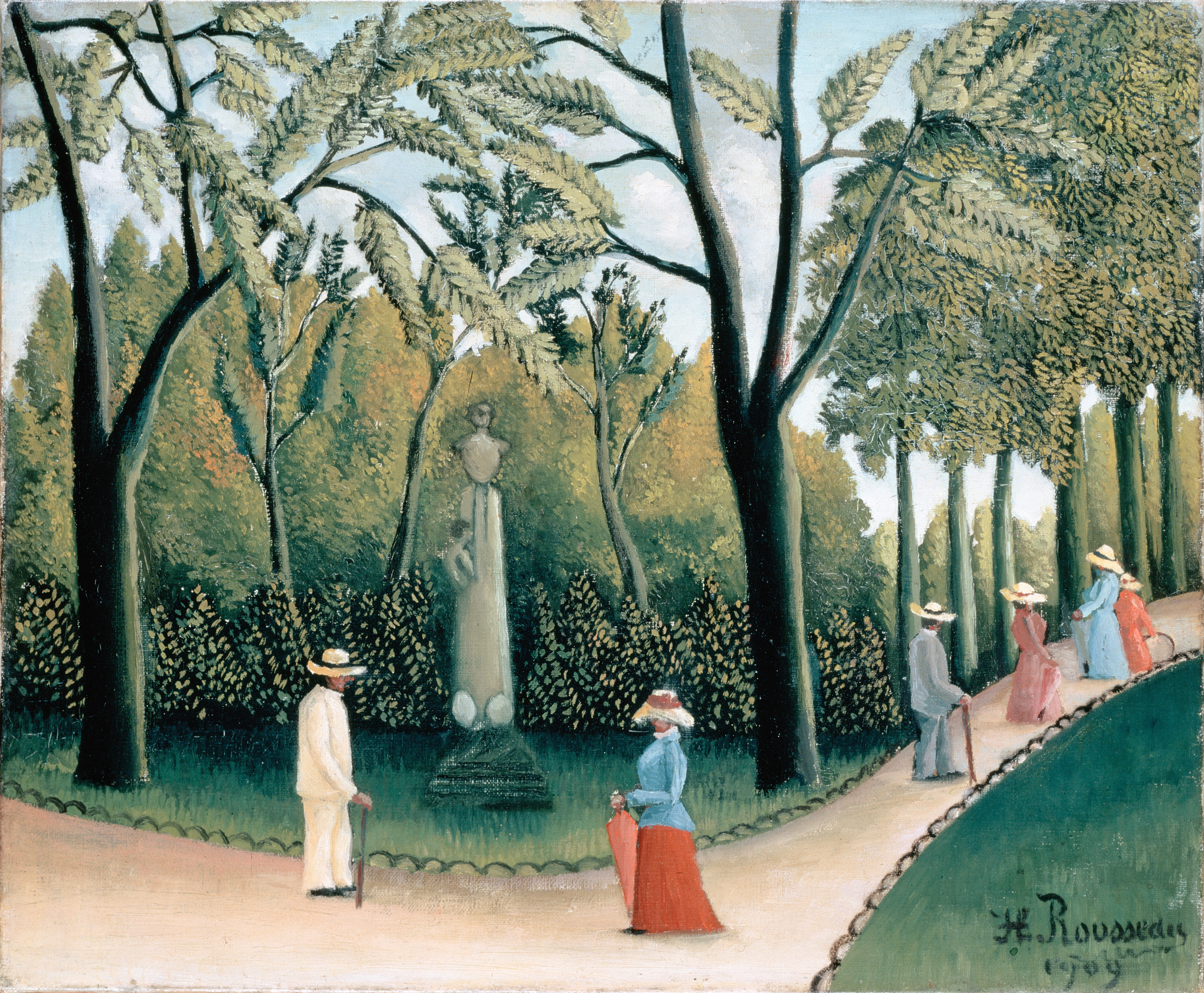
Họa phẩm Vườn Luxembourg của Henri Rousseau năm 1909